# Rennstad
Rennstad eller Renstad är en by vid södra ändan av sjön Rinnen i Boda socken i Kils kommun. Mellan 2015 och 2020 avgränsade SCB här en småort.